# Megdovas
Megdovas ( în Greacă Μέγδοβας ) este un râu situat în Grecia. Afluent al lacului de acumulare Kremasta, drenat de râul Aheloos. Pe râu, care mai poartă și denumirea de Tavropos (Ταυρωπός), a fost construit barajul Plastiras.